# 胡维莱斯
胡维莱斯，是西班牙安达卢西亚自治区格拉纳达省的一个市镇。总面积15平方公里，2001年普查人口總數為170人，人口密度為每平方公里11人。